# سرديان ستانيتش
سرديان ستانيتش (بالبوسنوية: Srđan Stanić)‏ هو لاعب كرة قدم بوسني في مركز الوسط، ولد في 6 يوليو 1989 في سراييفو في البوسنة والهرسك. شارك مع منتخب البوسنة والهرسك تحت 17 سنة لكرة القدم ومنتخب البوسنة والهرسك تحت 19 سنة لكرة القدم ومنتخب البوسنة والهرسك تحت 21 سنة لكرة القدم. أما مع النوادي، فقد لعب مع جيلييزنيتشار ساراييفو ونادي أولمبيك سراييفو.

## وصلات خارجية
- سرديان ستانيتش على موقع قاعدة بيانات كرة القدم.إي يو (الإنجليزية)
- سرديان ستانيتش على موقع ناشيونال فوتبول تيمز (الإنجليزية)
- سرديان ستانيتش على موقع Soccerway.com (الإنجليزية)
- سرديان ستانيتش على موقع AS.com (الإسبانية)